# Governo Alfieri
Il Governo Alfieri è stato il terzo esecutivo del Regno di Sardegna, guidato da Cesare Alfieri di Sostegno. 
Esso, nato in seguito alle dimissioni del governo precedente, è rimasto in carica dal 15 agosto all’11 ottobre 1848, per un totale di 57 giorni, ossia un mese e 27 giorni.
In questo governo fu istituito, tramite regio decreto (R.D. 22 agosto 1848 n. 795) il "Ministero dell'agricoltura, dell'industria e del commercio".

## Compagine di governo

### Appartenenza politica
| Partito | Partito                 | Presidente | Ministri | Totale |
| ------- | ----------------------- | ---------- | -------- | ------ |
|         | Destra storica          | 1          | 2        | 3      |
|         | Indipendente (politica) | -          | 5        | 5      |
|         | Militare                | -          | 3        | 3      |

## Composizione
| Carica                                       | Titolare                                             | Titolare                                                             | Titolare                                                           |
| Presidenza del Consiglio dei ministri        | Presidenza del Consiglio dei ministri                | Presidenza del Consiglio dei ministri                                | Presidenza del Consiglio dei ministri                              |
| -------------------------------------------- | ---------------------------------------------------- | -------------------------------------------------------------------- | ------------------------------------------------------------------ |
| Presidente del Consiglio dei ministri        |                                                      |                                                                      | Cesare Alfieri di Sostegno (Destra storica)                        |
| Ministri senza portafoglio                   |                                                      |                                                                      |                                                                    |
| Ministri senza portafoglio                   |                                                      |                                                                      | Federico Colla (Indipendente)                                      |
| Ministri senza portafoglio                   |                                                      | Gaspare Domenico Regis (Militare)                                    |                                                                    |
| Ministero                                    | Ministri                                             | Ministri                                                             | Ministri                                                           |
| Affari Esteri                                |                                                      |                                                                      | Ettore Perrone di San Martino (Militare)                           |
| Agricoltura e Commercio (istituito)          | Cesare Alfieri di Sostegno (Indipendente) Ad interim | Cesare Alfieri di Sostegno (Indipendente) Ad interim                 | Cesare Alfieri di Sostegno (Indipendente) Ad interim               |
| Lavori Pubblici                              |                                                      |                                                                      | Pietro De Rossi di Santarosa (Indipendente)                        |
| Interno                                      |                                                      |                                                                      | Pier Dionigi Pinelli (Destra storica)                              |
| Pubblica Istruzione                          |                                                      |                                                                      | Felice Merlo (Indipendente) (fino al 27 agosto 1848)               |
| Pubblica Istruzione                          |                                                      | Carlo Bon Compagni di Mombello (Destra storica) (dal 27 agosto 1848) |                                                                    |
| Guerra                                       |                                                      |                                                                      | Antonio Franzini (Militare) (fino al 22 agosto 1848)               |
| Guerra                                       |                                                      | Giuseppe Dabormida (Destra storica) (dal 22 agosto 1848)             |                                                                    |
| Finanze                                      |                                                      |                                                                      | Ottavio Thaon di Revel (Indipendente)                              |
| Affari Ecclesiastici e di Grazia e Giustizia |                                                      |                                                                      | Felice Merlo (Indipendente) (dal 29 agosto 1848; prec. ad interim) |

## Cronologia

### 1848
- 15 agosto - Il governo giura dinnanzi al Re.
- 11 ottobre - In seguito all’attuazione di una disciplina di riordino dell'esercito, che confermava e rafforzava il ruolo del Re come comandante supremo delle forze militari (a discapito del governo), il Presidente del Consiglio si dimette in protesta. Il Re, dunque, accettate solo le dimissioni di quest’ultimo, incarica il Ministro Ettore Perrone di San Martino di sostituirlo, confermando nel mentre quasi tutti i ministri.[2]